# Lanzo d’Intelvi
Lanzo d’Intelvi ist eine Fraktion der italienischen Gemeinde (comune) Alta Valle Intelvi in der Provinz Como, Region Lombardei.

## Geographie
Der Ort liegt an der Grenze zur Schweiz zwischen dem Luganersee und dem Comer See, auf einer Seehöhe von 900 bis 1000 Meter und rund 35 km von Como entfernt.

## Geschichte
Die Entdeckung der Überreste eines Gebäudes und zahlreicher Felsbrocken mit Schalenabdrücken auf dem Monte Caslè zeugt von menschlicher Anwesenheit seit prähistorischen Zeiten. Weitere Schalenabdrücke finden sich auf einem großen erratischen Felsblock, dem Sasso di Verceia, in Pian delle Noci. Zwei Felsbrocken, die in der Nähe der Pfarrkirche von Scaria, einem seit 1929 zu Lanzo gehörenden Ortsteil, gefunden wurden, stammen aus der Römerzeit. Im Mittelalter gehörten Scaria und Lanzo zunächst zum Lehen von Campione, das von den Äbten des Mailänder Klosters Sant’Ambrogio[6] regiert wurde. Später, zur Zeit des Herzogtums Mailand, wurden die beiden Zentren in das Lehen Valle Intelvi eingegliedert, dessen Schicksal sie bis ins 18. Jahrhundert folgten.
Am 1. Januar 2017 schloss sich Lanzo d’Intelvi mit den Gemeinden Pellio Intelvi und Ramponio Verna zur neuen Gemeinde Alta Valle Intelvi zusammen. Zur ehemaligen Gemeinde Lanzo d’Intelvi gehörte die Fraktion Scaria.
Die Nachbargemeinden waren Arogno und Lugano (Kanton Tessin, Schweiz) sowie Pellio Intelvi, Ramponio Verna und Valsolda (IT).

## Bevölkerung
| Bevölkerungsentwicklung' | Bevölkerungsentwicklung' | Bevölkerungsentwicklung' | Bevölkerungsentwicklung' | Bevölkerungsentwicklung' | Bevölkerungsentwicklung' | Bevölkerungsentwicklung' | Bevölkerungsentwicklung' | Bevölkerungsentwicklung' | Bevölkerungsentwicklung' | Bevölkerungsentwicklung' | Bevölkerungsentwicklung' | Bevölkerungsentwicklung' | Bevölkerungsentwicklung' | Bevölkerungsentwicklung' |
| ------------------------ | ------------------------ | ------------------------ | ------------------------ | ------------------------ | ------------------------ | ------------------------ | ------------------------ | ------------------------ | ------------------------ | ------------------------ | ------------------------ | ------------------------ | ------------------------ | ------------------------ |
| Jahr                     | 1861                     | 1871                     | 1881                     | 1901                     | 1911                     | 1931                     | 1951                     | 1971                     | 1991                     | 2001                     | 2011                     | 2016                     |                          |                          |
| Einwohner                | 1106                     | 1047                     | 1185                     | 1290                     | 1476                     | 1515                     | 1460                     | 1449                     | 1362                     | 1304                     | 1420                     | 1480                     |                          |                          |
| Quelle: ISTAT            |                          |                          |                          |                          |                          |                          |                          |                          |                          |                          |                          |                          |                          |                          |

## Sehenswürdigkeiten
- Pfarrkirche San Siro[1]
- Wallfahrtskirche Madonna di Loreto[2]
- Kirche Santa Maria in der Fraktion Scaria mit sein Paradisin.[3][4]
- Kirche Santi Nazaro und Celso in der Fraktion Scaria. Außerhalb des Dorfes befindet sich die Kirche romanischen Ursprungs, ein Gebäude, das ursprünglich als Pfarrkirche diente. Die Kirche stammt aus dem 12. Jahrhundert, wurde aber zwischen dem 16. und 17. Jahrhundert umgestaltet und weist eine malerische Dekoration aus dem 16. und 17. Ein mit Edelsteinen verziertes Metallkreuz, das in der Nähe der Kirche gefunden wurde, stammt aus dem Mittelalter. An der südlichen Außenseite schmücken Fresken aus dem 17. Jahrhundert die Wand gegenüber dem Friedhof, auf dem die Brüder Carloni, Söhne von Scaria, begraben sind. Auf der gleichen Seite befindet sich der Glockenturm, der wahrscheinlich eine Umgestaltung eines früheren Turms darstellt. Der seitliche Portikus wurde im 17. Jahrhundert hinzugefügt. Außen hat die Kirche eine quadratische Apsis, die auf ein ähnliches Bauwerk mit halbkreisförmigem Grundriss aufgepfropft ist, im Inneren ist die Apsis mit einer thronenden Madonna geschmückt, auf die eine Schar von Heiligen und Aposteln zuläuft, Fresken von Giovanni Andrea De Magistris (1516)[5] und Giovanni Battista Tarilli aus Cureglia.[6]
- Museo Diocesano d’Arte Sacra[7]
- Villa Cirla[8]
- Villa Poletti[9]
- Villa Turconi[10]
- Villa Luna
- Panorama vom Sighignola
- Panorama vom Belvedere di Lanzo.
- ehem. Seilbahn Lanzo–Santa Margherita[11]
- zwei Schalensteine, einer im Ortsteil Verceja und ein anderer beim Golf Club Lanzo[12]

## Bilder

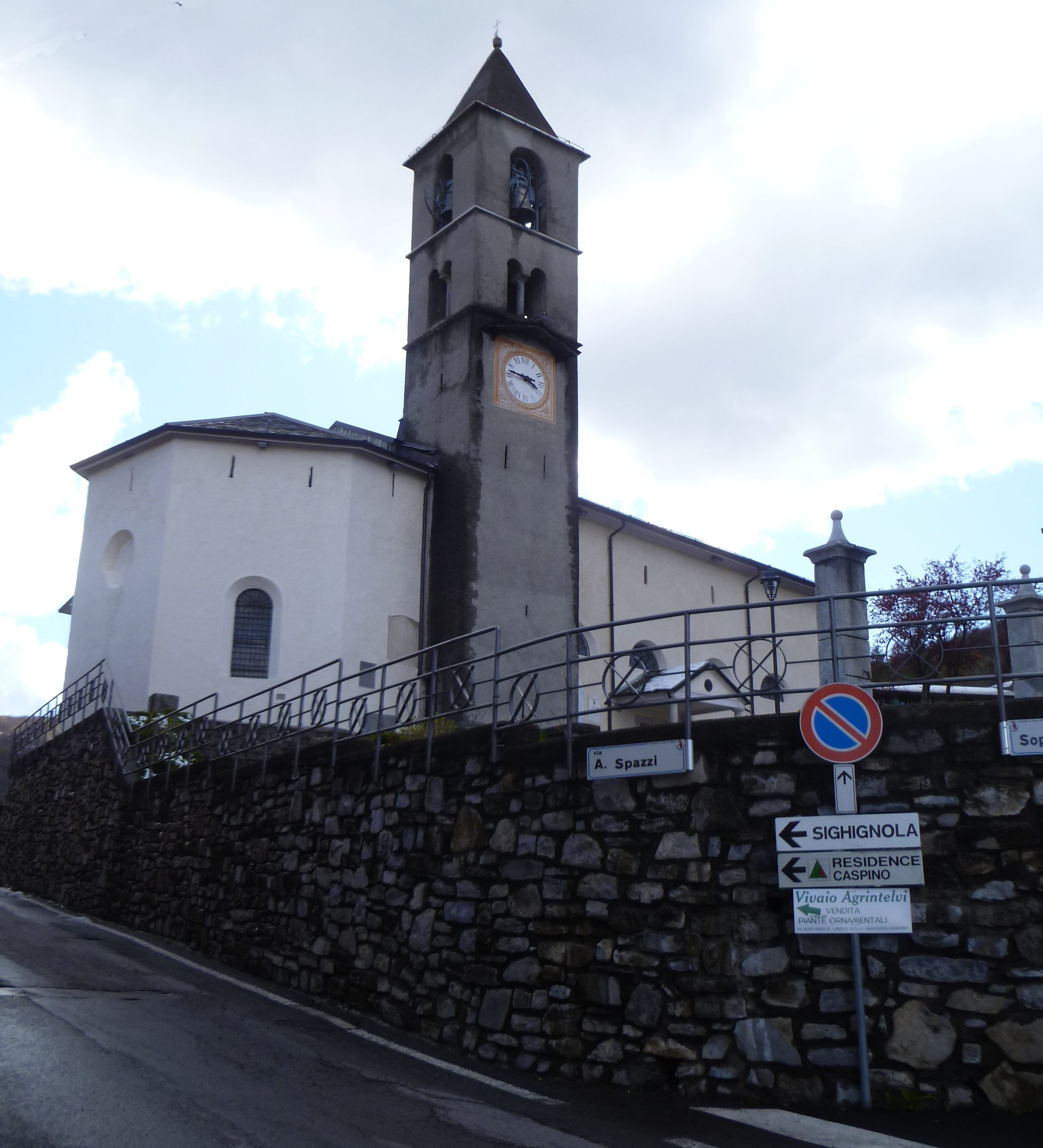
Pfarrkirche San Siro
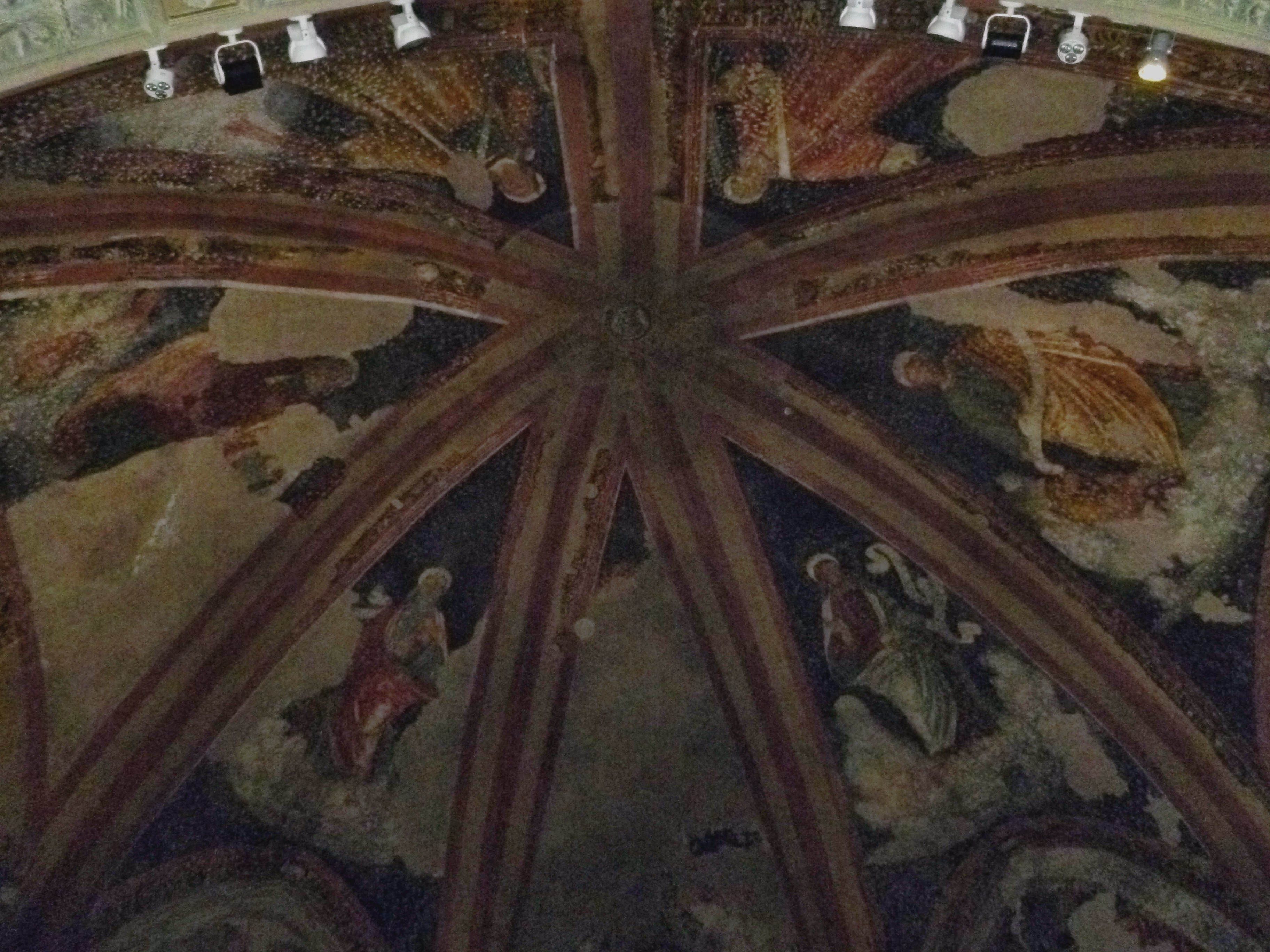
Pfarrkirche San Siro, Fresken (16. Jahrhundert)
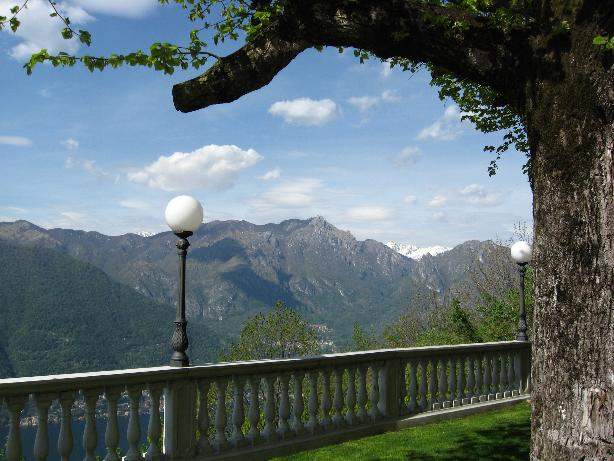
Belvedere di Lanzo
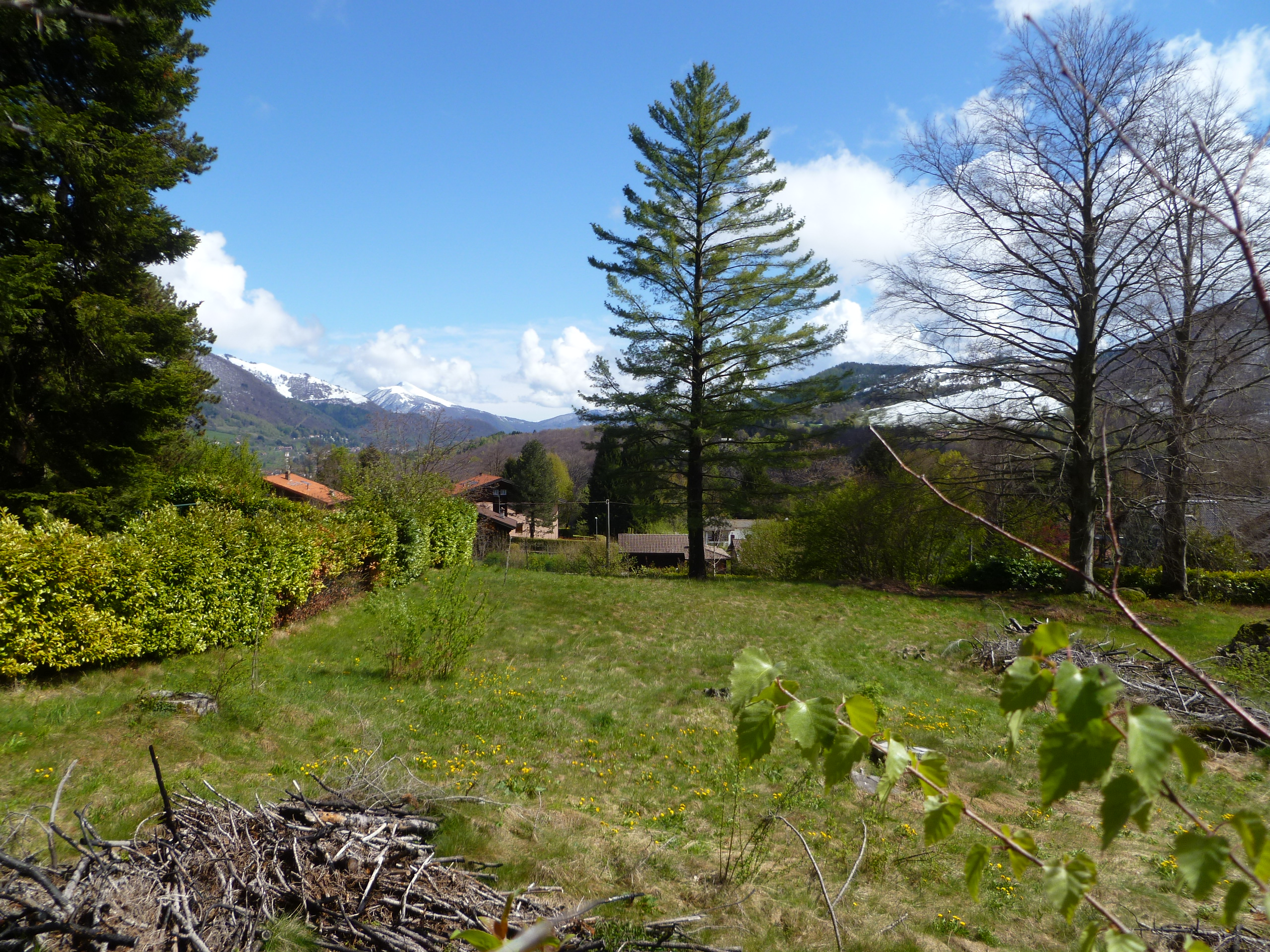
Landschaft
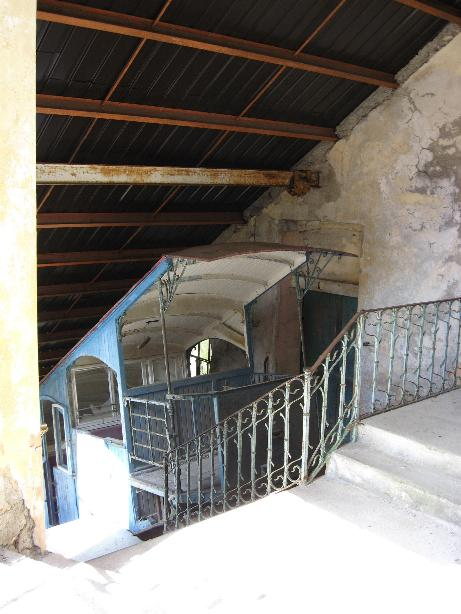
Ehemalige Seilbahn Lanzo–Santa Margherita
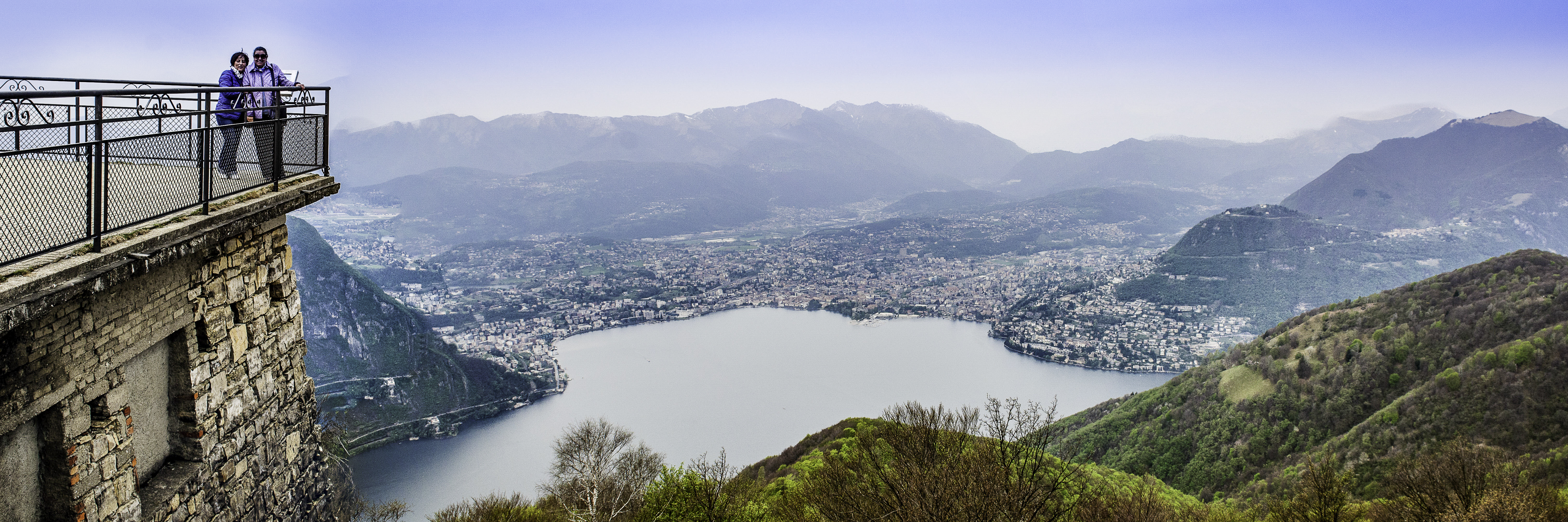
Blick von Sighignola auf den Luganersee